# Julius du Mont
Julius du Mont (París, França, 15 de desembre de 1881 - Hastings, Regne Unit, 7 d'abril de 1956), fou un pianista, professor de piano, jugador d'escacs, periodista, editor i escriptor francobritànic.

## Biografia
Va estudiar música al Conservatori de Frankfurt del Main i a Heidelberg i es va convertir en concertista de piano. Va emigrar a Anglaterra de jove i es va convertir en un reeixit professor de piano. Entre els seus alumnes hi va haver Edna Iles. Es va assentar a Londres i també es va guanyar una reputació com a fort jugador d'escacs. Va guanyar campionats d'escacs de club i de comtat en el període que va precedir la Primera Guerra Mundial i va demostrar mestratge de l'anglès escrivint un manual sobre la metralladora Lewis. Després de la guerra, la literatura escaquística li va ocupar la major part del seu temps. Potser el seu treball més famós va ser 500 Master Games of Chess (500 partides d'escacs magistrals) (1952), escrita en col·laboració amb Savielly Tartakower.
Durant alguns anys, du Mont va ser columnista d'escacs del The Field i del The Guardian. Entre 1940 i 1949 va ser editor de British Chess Magazine.

## Obres
- Obertures d'escacs Il·lustrades
- I La Contradefensa Central (1919)
- II gambits del Centre i Danès (1920)
- Els Elements dels Escacs (1925)
- Les Bases de la Combinació en els Escacs (1938)
- 200 Miniatures (1941)
- Més Miniatures (1953)
- 500 Partides d'Escacs Magistrals (amb Savielly Tartakower), dos volums (1952)
- 100 Partides d'Escacs Magistrals (1954)

### Traduccions
- Estratègia d'escacs d'Edward Lasker
- Dos volums de Les meves Millors Partides d'Escacs d'Aleksandr Alekhin (el primer amb ME Goldstein)